# Национальный олимпийский комитет Либерии
Национальный олимпийский комитет Либерии (англ. Liberia National Olympic Committee) — организация, представляющая Либерию в международном олимпийском движении. Основан в 1954 году, зарегистрирован в МОК в 1955 году.
Штаб-квартира расположена в Монровии. Является членом Международного олимпийского комитета, Ассоциации национальных олимпийских комитетов Африки и других международных спортивных организаций. Осуществляет деятельность по развитию спорта в Либерии.